# أبو السوس (عمان)
أبو السوس منطقة سكنية تقع في لواء وادي السير، محافظة العاصمة في الأردن. تنتمي المنطقة لقضاء وادي السير الذي يضم 19 منطقة. يقدر عدد سكانها بـ 729 نسمة حسب إحصاء 2015.
تمتاز المنطقة بطبيعتها المميزة وجبالها الخضراء، التي تؤهلها لتكون منطقة جذب سياحي.

## الوصلات الخارجية
- دائرة الاحصاءات العامة